# 10e cérémonie des International Indian Film Academy Awards
La 10e cérémonie des IIFA Awards s'est déroulée le 13 juin 2009 à Macao (République populaire de Chine).
Jodhaa Akbar d'Ashutosh Gowariker est le film qui a reçu le plus grand nombre de prix.

## Palmarès
Meilleur film
- Jodhaa Akbar : lauréat
- A Wednesday!
- Dostana
- Ghajini
- Race
- Rock On!!

Meilleur réalisateur
- Ashutosh Gowariker - Jodhaa Akbar : lauréat
- A.R. Murugadoss - Ghajini
- Madhur Bhandarkar - Fashion
- Abhishek Kapoor - Rock On!!
- Neeraj Pandey - A Wednesday!

Meilleur acteur
- Hrithik Roshan - Jodhaa Akbar : lauréat
- Aamir Khan - Ghajini
- Abhishek Bachchan - Dostana
- Naseeruddin Shah - A Wednesday!
- Shah Rukh Khan - Rab Ne Bana Di Jodi

Meilleure actrice
- Priyanka Chopra - Fashion : lauréate
- Aishwarya Rai - Jodhaa Akbar
- Asin - Ghajini
- Bipasha Basu - Race
- Katrina Kaif - Singh Is Kinng

Meilleur second rôle masculin
- Arjun Rampal - Rock On!! : lauréat
- Abhishek Bachchan - Sarkar Raj
- Irrfan Khan - Mumbai Meri Jaan
- Sonu Sood - Jodhaa Akbar
- Vinay Pathak - Rab Ne Bana Di Jodi

Meilleur second rôle féminin
- Kangana Ranaut - Fashion : lauréate
- Bipasha Basu - Bachna Ae Haseeno
- Ila Arun - Jodhaa Akbar
- Kiron Kher - Dostana
- Shahana Goswami - Rock On!!

Meilleur acteur comique
- Abhishek Bachchan - Dostana : lauréat
- Anil Kapoor- Race
- Rajpal Yadav - Bhoothnath
- Tejpal Singh - Jodhaa Akbar
- Shreyas Talpade - Welcome to Sajjanpur
- Tusshar Kapoor - Golmaal Returns

Meilleur acteur dans un rôle négatif
- Akshaye Khanna - Race : lauréat
- Imran Khan - Kidnap
- Paresh Rawal - Oye Lucky Lucky Oye
- Pradeep Rawat - Ghajini
- Vishwas Badola - Jodhaa Akbar

Meilleure histoire
- Neeraj Pandey - A Wednesday! : lauréat
- Abhishek Kapoor - Rock On!!
- Haidar Ali - Jodhaa Akbar
- Madhur Bhandarkar, Ajay Monga, Anuradha Tiwari - Fashion
- Shiraz Ahmed - Race

Meilleure musique
- A.R. Rahman - Jodhaa Akbar : lauréat
- A.R. Rahman - Ghajini
- Pritam - Race
- Shankar Ehsaan Loy - Rock On!!
- Vishal Shekhar - Dostana

Meilleures paroles
- Javed Akhtar - Jashn-E-Bahara (Jodhaa Akbar) : lauréat
- Anvita Dutt Gupta - Khuda Jaane (Bachna Ae Haseeno)
- Jaideep Sahni - Haule Haule (Rab Ne Bana Di Jodi)
- Javed Akhtar - Socha Hai (Rock On!!)
- Sameer - Pehli Nazar Mein (Race)

Meilleur chanteur de play-back
- Javed Ali - Jashn-E-Baharaa (Jodhaa Akbar) : lauréat
- Atif Aslam - Pehli Nazar Mein (Race)
- Farhan Akhtar - Socha Hai (Rock On!!)
- KK - Khuda Jaane (Bachna Ae Haseeno)
- Sukhwinder Singh - Haule Haule (Rab Ne Bana Di Jodi)

Meilleure chanteuse de play-back
- Shreya Ghoshal - Teri Ore (Singh Is Kinng) : lauréate
- Bela Shinde - Man Mohana (Jodhaa Akbar)
- Monali - Zara Zara Touch Me (Race)
- Shilpa Rao - Khuda Jaane (Bachna Ae Haseeno)
- Sunidhi Chauhan - Desi Girl (Dostana)